# ويليام كينيدي (سياسي أمريكي، مواليد 1835)
ويليام كينيدي (بالإنجليزية: William Kennedy)‏ هو سياسي أمريكي، ولد في 18 أغسطس 1835 في أوهايو في الولايات المتحدة، وتوفي في 18 يناير 1904 في ميسولا في الولايات المتحدة. نشط حزبياً في الحزب الجمهوري.